# 제25회 금마장
제25회 금마장의 시상식에 관한 내용이다.

## 수상 및 후보

### 작품상
- 칠소복 - 나계예 수상

### 감독상
- 칠소복 - 나계예 수상

### 남우주연상
- 만자량 수상

### 여우주연상
- 달 별 그리고 태양 - 정유령 수상

### 남우조연상
- 주성치 수상

### 여우조연상
- 왕래 수상